# 찰스 코츠워스 핑크니
찰스 코츠워스 핑크니(Charles Cotesworth Pinckney, 1746년 2월 25일~1825년 8월 16일)는 미국의 정치인이다. 연방당의 실력자로 활약했다. 외교관, 군인인 토마스 핑크니의 동생이며, 정치가, 법률가인 찰스 핑크니(Charles Pinckney)는 사촌 동생이다.
1796년, 핑크니는 주 프랑스 공사로 임명되어 현지에 부임했으나, 프랑스 총재 정부가 승인을 거부하여 망신을 당하기도 했다. 이는 미국이 영국과 제이조약을 체결하며 동맹을 배신한것에 대한 외교적인 보복차원에서 행해진 조치였다. 이후 미국과 프랑스의 관계는 'XYZ 사건'과 유사전쟁(Quasi war)으로 이어지며 갈등을 유지하기도 했다.

## 생애
1746년 2월 25일 사우스캐롤라이나주 찰스턴에서 태어났다. 아버지는 사우스캐롤라이나주 법무장관을 지낸 정치인 찰스 핑크니(위의 찰스 핑크니와는 다른 사람), 어머니는 농장 경영자 엘리자 루카스였다.
1753년에 핑크니의 부친은 가족을 이끌고 영국 런던으로 이주하였다. 그곳에서 식민지 대리인으로 일을 하였다. 찰스와 스의 형 토마스는 모두 웨스터민스터 스쿨에 등록을 하였고, 그들은 그곳에서 가족이 사우스캘롤라이나로 돌아가는 1758년까지 머물렀다. 두 형제 모두 옥스포드 대학에 입학했다. 핑크니는 과학과 법률 학위를 가지고 옥스포드의 크라이스 처치를 졸업하고, 법률 공부를 더하기 위해서 명성을 떨치고 있던 미들 템플 학회에서 공부를 했다. 핑크니는 1769년에 변호사를 개업했지만, 프랑스로 가서 식물학과 화학을 공부하면서 보냈다. 그는 또한 칸으로 가서 짧은 기간이지만 왕립 군사 대학에서 엄격한 훈련과정을 거쳤다.

### 초기 정치 경력
1769년에 미국으로 돌아온 핑크니는 고향 찰스턴에서 변호사를 개업했다. 1773년에는 대륙회의에서 두 번째 의장을 역임했던 헨리 미들턴의 딸인 새라 미들턴과 결혼을 했다. 헨리 미들턴의 형인 아서 미들턴은 미국독립선언문의 서명자이기도 하다.

### 미국 독립 전쟁
1775년 미국 독립 전쟁이 발발하자 워싱턴이 이끄는 조지아 대륙군의 전임 정규군 장교로 자원했다. 대위 계급의 선임 중대장으로서, 제1 사우스캐롤라이나 연대의 엘리트 척탄병을 양성하고 이끌었다. 그는 1776년 6월 헨리 클린턴 경 장군 휘하의 영국군이 주도를 양동 작전으로 공격했을 때, 성공적인 찰스턴 방어전이었던 설리반섬 전투에 참가했다. 같은 해 후반기에 핑크니는 대령의 직급으로 연대장으로 진급했다. 이 계급은 전쟁이 끝날 때까지 유지되었다.
이후 영국군은 전략을 바꿔서 전장의 중심지를 북중부 대서양 주로 바꿨다. 펜실베이니아 주, 필라델피아 근처에서 워싱턴 부대와 합류하기 위해 핑크니는 그의 연대를 이끌고 북부로 갔다. 그런 다음 핑크니는 브랜디와인 전투, 저먼타운 전투에서 조지 워싱턴의 부관을 맡으며, 참전하였다. 비록 패배하기는 했지만, 이 시기를 즈음하여 그는 이후 연방당 정치인이 되는 알렉산더 해밀턴과 제임스 맥헨리를 처음 만났다.
1777년에 조지아에 원정, 사바나 공격을 하지만 1780년에 찰스턴이 함락되면서 1782년까지 영국군의 포로가 된다. 해방 후 1783년, 준장으로 승진했다.
1887년에는 헌법 제정 회의의 일원으로 선출되어 노예제 폐지를 반대함과 동시에, 종교 심사를 금지하는 조항을 명문화하기 위해 노력했다.

### 유사전쟁
1796년, 핑크니는 주 프랑스 공사로 임명되었으나, 프랑스 총재 정부는 공사 승인을 거부하였다. 외무장관이었던 탈레랑은 대리인을 통해 국교 정상화 협상 개시의 대가로 뇌물과 차관을 바치도록 종용하였다. 이 사건(XYZ 사건)은 미국과 프랑스 간에 선전포고 없는 해전을 불러왔으며, 정식적인 전쟁이 아니라고 하여 유사전쟁(Quasi-War)이라고 불렸다. 미국이 영국과 협력하며 해상에서 우위를 점하자 1800년에 프랑스의 요청으로 협상을 벌려 미불 양국은 지난 1778년에 체결한 조약을 파기하고 새로운 몰트퐁텐 조약(Treaty of Mortefontaine)을 체결하며 전쟁을 종결시켰다.
1800년에 부통령 선거에, 또한 1804년, 1808년 미국 대통령 선거에 출마했지만 모두 선거에서 패배를 당하게 된다.

## 역대 선거 결과
| 선거명      | 직책명                            | 대수 | 정당   | 득표율 | 득표수 (선거인단) | 결과 | 당락 |
| ----------- | --------------------------------- | ---- | ------ | ------ | ----------------- | ---- | ---- |
| 1792년 선거 | 상원의원 (사우스캐롤라이나 제2부) | 3대  | 연방당 | 5.97%  | 8표               | 2위  | 낙선 |
| 1796년 선거 | 미국의 부통령                     | 2대  | 연방당 | 0.49%  | 1표               | 12위 | 낙선 |
| 1796년 선거 | 미국의 대통령                     | 2대  | 연방당 | 0.36%  | 0표 (1명)         | 13위 | 낙선 |
| 1800년 선거 | 미국의 부통령                     | 3대  | 연방당 | 31.53% | 64표              | 3위  | 낙선 |
| 1800년 선거 | 미국의 대통령                     | 3대  | 연방당 | 23.19% | 0표 (64명)        | 4위  | 낙선 |
| 1804년 선거 | 미국의 대통령                     | 3대  | 연방당 | 27.21% | 38,919표 (14명)   | 2위  | 낙선 |
| 1808년 선거 | 미국의 대통령                     | 4대  | 연방당 | 32.40% | 62,431표 (47명)   | 2위  | 낙선 |